# Ratko Rudić

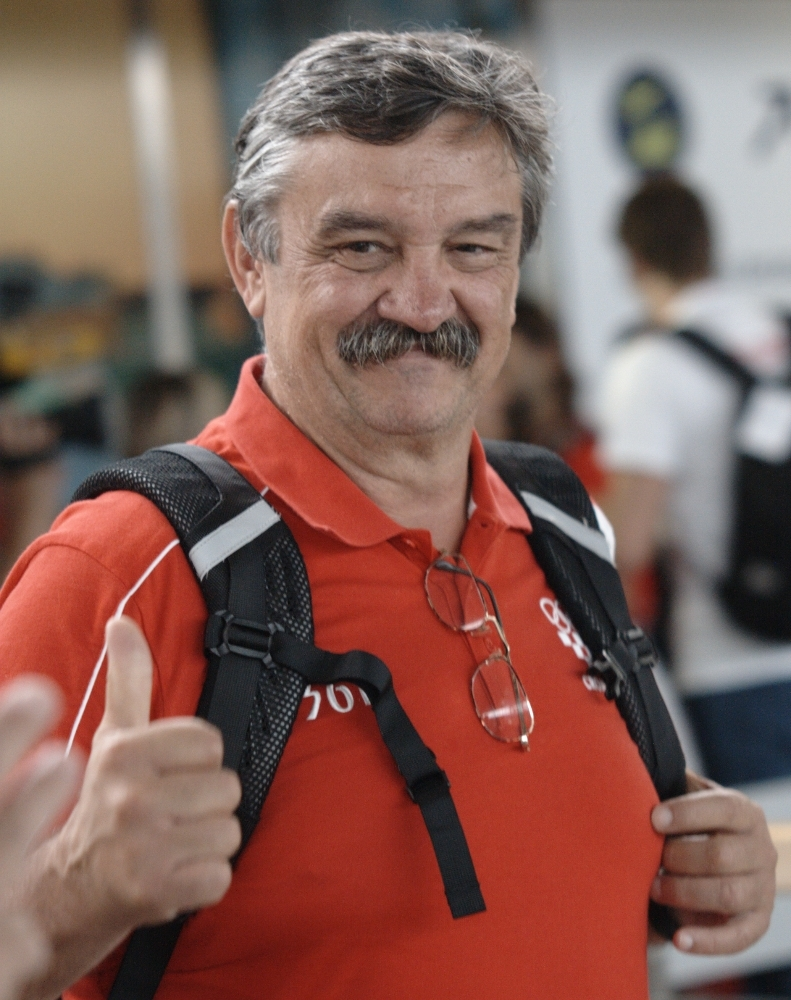
Ratko Rudić, 2012

Ratko Rudić (* 7. Juni 1948 in Belgrad) ist ein kroatischer Wasserballtrainer und ein ehemaliger Wasserballspieler. Er konnte mit Nationalmannschaften als Trainer bis 2015 insgesamt 34 Medaillen auf Großereignissen gewinnen und ist damit der erfolgreichste Trainer in der Geschichte des Wasserballs überhaupt.

## Spielerkarriere
Ursprünglich stammt seine Familie aus dem kleinen Ort Dicmo ca. 20 Kilometer nördlich von Split Richtung Sinj. Ratko Rudić spielte für die Vereine Jedinstvo Zadar, Jadran Split und Partizan Belgrad.
Als Spieler spielte er auch für die jugoslawische Wasserball-Nationalmannschaft. Vor den Olympischen Spielen 1968 verletzte er sich jedoch vor dem Turnier und konnte so mit seinem Team nicht die Goldmedaille gewinnen. Bei der Weltmeisterschaft 1975 wurde er fälschlicherweise des Dopings beschuldigt, und so wurde die gesamte jugoslawische Nationalmannschaft disqualifiziert. Erst mit einer nachträglichen Untersuchung wurde bewiesen, dass Rudić keinerlei verbotene Substanzen zu sich genommen hat, und er wurde rehabilitiert. Bei den Olympischen Spielen 1980 in Moskau konnte er schließlich die Silbermedaille gewinnen.

## Trainerkarriere
Als Trainer betreute er insgesamt vier verschiedene Nationen: Kroatien (2004–2012), USA (2000–2004), Italien (1990–2000), Jugoslawien (1984–1988) und die Jugoslawische Juniorennationalmannschaft (1983–1984), mit drei dieser Mannschaften konnte er Weltmeister werden, laut seiner Aussage war der Gewinn der Weltmeisterschaft mit Kroatien der schönste Sieg für ihn. Ebenso war Rudić als Vereinstrainer tätig. So trainierte er von (1981–1983) die Junioren von VK Partizan Belgrad, sowie im Jahre 1989 die 1. Mannschaft von VK Partizan Belgrad. Aufgrund seiner herausragenden Leistungen als Wasserballtrainer wurde Ratko Rudić am 12. Mai 2007 in die Ruhmeshalle des internationalen Schwimmsports aufgenommen.

### Goldmedaillen
- 1984 Olympische Sommerspiele in Los Angeles mit dem ehemaligen Jugoslawien
- 1986 Weltmeisterschaft in Madrid mit dem ehemaligen Jugoslawien
- 1987 FINA-Cup in Thessaloniki mit dem ehemaligen Jugoslawien
- 1988 Olympische Sommerspiele in Seoul mit dem ehemaligen Jugoslawien
- 1992 Olympische Sommerspiele in Barcelona mit Italien
- 1993 Europameisterschaft in Sheffield mit Italien
- 1993 FINA-Cup in Athen mit Italien
- 1994 Weltmeisterschaft in Rom mit Italien
- 1995 Europameisterschaft in Wien mit Italien
- 2003 Panamerikaspiele in Santo Domingo mit den USA
- 2007 Weltmeisterschaft in Melbourne mit Kroatien
- 2010 Europameisterschaft in Zagreb mit Kroatien
- 2012 Olympische Sommerspiele in London mit Kroatien

### Silbermedaillen
- 1983 Junioren-Europameisterschaft
- 1983 Junioren-Weltmeisterschaft
- 1985 Europameisterschaft in Sofia mit dem ehemaligen Jugoslawien
- 1987 Europameisterschaft in Straßburg mit dem ehemaligen Jugoslawien
- 1995 FINA-Cup in Atlanta mit Italien
- 1999 FINA-Cup Sydney mit Italien

### Bronzemedaillen
- 1994 Junioren-Europameisterschaft
- 1996 Olympische Sommerspiele in Atlanta mit Italien
- 1999 Europameisterschaft in Florenz mit Italien
- 2003 Weltliga mit den USA
- 2009 Weltmeisterschaft in Rom mit Kroatien